# Chaucha
Chaucha ist eine Parroquia rural („ländliches Kirchspiel“) im Kanton Cuenca der ecuadorianischen Provinz Azuay. Die Parroquia besitzt eine Fläche von 340,8 km². Die Einwohnerzahl betrug im Jahr 2010 1297. Verwaltungssitz ist die Ortschaft San Gabriel (oder San Gabriel de Chaucha). Die Parroquia wurde am 3. Juni 1887 gegründet.

## Lage
Die Parroquia Chaucha erstreckt sich über den Südwesten des Kantons Cuenca. Das Areal liegt an der Westflanke der Cordillera Occidental. Die Flüsse Río Canoas und Río Chaucha begrenzen das Verwaltungsgebiet im Norden. Dieses wird vom Río Balao Grande nach Westen entwässert. Entlang der östlichen Verwaltungsgrenze verläuft die kontinentale Wasserscheide mit Höhen bis zu 4400 m. Der 1740 m hoch gelegene Hauptort San Gabriel befindet sich 47 km westlich der Provinzhauptstadt Cuenca. Durch das abgelegene Gebiet verläuft eine Nebenstraße, die von Cuenca das Flusstal des Río Yanuncay hinaufführt, anschließend die Orte Angas, San Antonio und San Gabriel passiert und schließlich entlang dem Rìo Balao Grande ins Küstentiefland führt.
Die Parroquia Chaucha grenzt im Norden an die Parroquia Molleturo, im Osten an die Parroquias San Joaquín und Baños, im Süden an die Parroquia Shaglli (Kanton Santa Isabel) sowie im Westen an die Parroquia El Carmen de Pijilí (Kanton Camilo Ponce Enríquez).

## Orte und Siedlungen
In der Parroquia gibt es folgende Comunidades: In den höheren Lagen Can Can, Pimo, Tangeo, Pichilcay und Cascajo, in den mittleren Höhenlagen San Antonio, San Gabriel, Llano Largo, Zhin Alto, Habas, Gurgur Naranjos, San José, Cedro, Tío, Coca und Angas sowie in den tieferen Lagen Polo, Baños de Yunga, Yubar Potrero und Sucus.

## Ökologie
Im Nordosten der Parroquia befindet sich ein Teil des Nationalparks Cajas.